# سید محمدمهدی بحرالعلوم
سید محمدمهدی طباطبائی بروجردی، معروف به بحرالعلوم (۱۱۵۵ (قمری) در کربلا_۱۲۱۲ (قمری) در نجف) که با عناوین سید بحرالعلوم، علامه بحرالعلوم و بحرالعلوم هم شناخته می‌شود، یکی از عالمان دینی و فقیهان شیعه و از مهادی دوازدهم و سیزدهم هجری بود. وی اشعاری به زبان عربی هم دارد. او از مراجع تقلید و از عارفان سرشناس شیعه بود که معمولاً وی را از پیشتازان عارفان متشرع معاصر شیعه می‌دانند.

## زندگی‌نامه
سید محمدمهدی فرزند سید مرتضی فرزند سید محمد بروجردی از سادات بروجردی است. پدر وی به همراه خانواده به عتبات عالیات مهاجرت کرد و سید مهدی در سال ۱۱۵۵ قمری در کربلا به دنیا آمد. در همین شهر کودکی و نوجوانی خود را گذراند و در حوزه دینی کربلا، مقدمات نحو و صرف و ادبیات و منطق و فقه و اصول را از پدر خود و سایر مدرسان آنجا فرا گرفت. در سنین نوجوانی دروس حوزوی را نزد پدر خود و همچنین محمدباقر وحید بهبهانی، شیخ یوسف بحرانی و سید حسین خوانساری فرزند سید ابوالقاسم خوانساری (میرکبیر) گذراند و به درجه اجتهاد نایل شد. وی یکی از جمله بزرگانی است که در اوج قله عرفان تاریخ تشیع قرار دارد و در این زمینه رساله‌ای مشهور در سیر و سلوک عرفانی به وی منسوب است.
در جوانی به نجف رفت و در آنجا به دلیل انجام کارهای عمومی و عام‌المنفعه از شهرت و نفوذ اجتماعی زیادی برخوردار شد. وی سپس به ایران مهاجرت کرد و چندسالی در مشهد بود و پس از آن مجدداً به عراق بازگشت. وی در سال ۱۲۱۲ قمری در نجف درگذشت و همان‌جا دفن شد.
اما اینکه چرا به او بحرالعلوم گفته‌اند، مورخین نقل کرده‌اند که سید مهدی برای شاگردی از محضر درس فیلسوف بزرگ، میرزا سید محمدمهدی اصفهانی خراسانی ملقب به شهید رابع به خراسان سفر کرد و مدت شش سال آنجا اقامت گزید، با اینکه هر دو زمانی از شاگردان وحید بهبهانی در نجف بودند. بالاترین بهره‌ها را از استاد خود گرفت و شهید رابع که از هوش سرشار شاگردش شگفت زده شده بود، روزی در اثنای درس خطاب به او گفت: انما انت بحرالعلوم (براستی تو دریای دانشی) و از آن زمان سید به بحرالعلوم مشهور شد و امروز خانواده بحرالعلوم از خانواده‌های معروف و مشهور نجف می‌باشند و چهره‌های شاخصی در علم و عمل در بین آنان وجود دارد. همچنین:
میرزای قمی: من دیدم سید بحرالعلوم همانند دریای مواج و عمیقی از دانش‌هاست سپس از او پرسیدم: ما در یک درجه‌ای از علم بودیم لذا شما در این حد نبودی و چطور شد که به این معارف دست یافتی؟ سید رو به من کرد و گفت: میرزا این از اسرار است اما من آن را به تو می‌گویم به شرطی که تا زنده هستم به کسی نگویی! علامه بحرالعلوم ادامه داد: چگونه این‌طور نباشم در حالی که آقایم حجت‌بن الحسن (ع) شبی مرا در مسجد کوفه به سینه مبارک خود چسباند! پایین‌تر توضیحات بیشتر در مورد تشرف سید خدمت حضرت آمده.
از افراد شاخصی که از سوی سید، دارای اجازه شدند می‌توان به
سید ابوالقاسم خوانساری (میرصغیر) (فرزند علامه سید حسین خوانساری (درگذشته ۱۱۹۱ ق) استاد سید بحرالعلوم و میرزای قمی و نوه میرکبیر) اشاره کرد.
سید محمدباقر خوانساری صاحب روضات الجنات در این باره نوشته‌است:
«برای سید همین افتخار بس که کسی قبل و بعد او به این لقب مشهور نشد.»
زبان فارسی به عنوان زبان نگارش در خاندان او که همه اهل علم بودند، و نیز انتساب وی به خاندان انصاری، می‌تواند نشانه خویشاوندی با خاندان مشهور خواجه عبدالله انصاری در هرات باشد که در گذشته‌های دور به هند رفت و در آنجا ساکن شد.

## آثار
بحرالعلوم دارای تالیفات ارزنده‌ای در علوم مختلفه می‌باشد که چند نمونه ذکر می‌شود:
1. مصابیح، کتابی ارزنده در فقه (در عبادات و معاملات)؛
2. الدره النجفیه، منظومه‌ای در فقه، مشتمل بر دو هزار بیت شعر که چندین بار تفسیر و شرح شده‌است. از جمله شروح: کتاب المواهب السنیه اثر «سید محمود طباطبایی بروجردی»
3. مشکاه الهدایه، شاگردش جعفر کاشف الغطا، به امر استاد بر آن شرحی نوشته‌است.
4. الفوائد الاصولیه؛
5. حاشیه علی طهاره شرائع المحقق الحلی؛
6. الفوائد الرجالیه پیرامون علم شامخ رجال؛
7. رساله فی الفرق والملل؛
8. تحفه الکلام فی تاریخ مکه و بیت الله الحرام؛
9. شرح باب‌الحقیقه والمجاز؛
10. قواعد احکام الشکوک؛
11. الدرة البهیه فی نظم بعض المسائل الاصولیه؛
12. دیوان شعری که دارای بیش از یک هزار بیت می‌باشد.
13. کتاب صلوه
14. رجال
15. اجازات
16. فوائد اصولیه
17. ارجوزه
18. رساله‌ای منسوب به ایشان در سیر و سلوک
19. دیوان اشعار[۳]

## استادان سید بحرالعلوم
در ایران:
- سید محمدصادق بحرالعلوم
- شیخ محمدعلی قسام
- سید حسن موسوی خوانساری فرزند علامه سید ابوالقاسم خوانساری میرکبیر
- شیخ محمدتقی ایروانی
- سید محمدتقی حکیم (نویسندهٔ الأصول العامة للفقه المقارن)
- سید صادق آل یاسین
- شیخ محمدامین زین الدین
- شیخ حسین حلی
- سید محمدتقی بحرالعلوم
- شیخ محمدتقی صادق از عالمان لبنان
- مهدی فتونی نباطی عاملی[۴]

## شاگردان
فهرست برخی از شاگردان علامه:
- جعفر کاشف‌الغطا (شیخ جعفر نجفی)
- سید جواد عاملی
- شیخ اسداله شوشتری
- ملا احمد نراقی
- سید یعقوب کوه کمری
- ملا زین العابدین سلماسی
- علامه محمدابراهیم کلباسی
- سید محمد مجاهد[۶]
- شیخ احمد بن زین الدین احسائی
- احمد محسنی
- عبدالمحسن لویمی

## نزدیکان
وی برادر حاج سید جواد طباطبایی بروجردی جد بزرگ سید حسین طباطبایی بروجردی و همچنین عموی پدر سید محمود طباطبایی بروجردی بوده‌است.

## درگذشت
سرانجام سید محمدمهدی بحرالعلوم در سال ۱۲۱۲ ق فوت نمود و بعد از تشییع و نماز خواندن میرزا محمدمهدی شهرستانی بر جنازهٔ وی در مقبرهٔ شیخ طوسی در نجف دفن گردید.